# Миколаївський собор (Токіо)
Собор Воскресіння Христового (яп. 東京復活大聖堂, латиніз.: Tōkyō fukkatsu taiseidō) — кафедральний собор Японської Православної Церкви у місті Токіо, Японія. Серед японців популярною є назва «Миколай-до» походить від імені засновника собору православного місіонера, а згодом і першого очільника Японської Православної Церкви архієпископа Миколая (Касаткіна), канонізованого у 1970 році.

## Короткі відомості

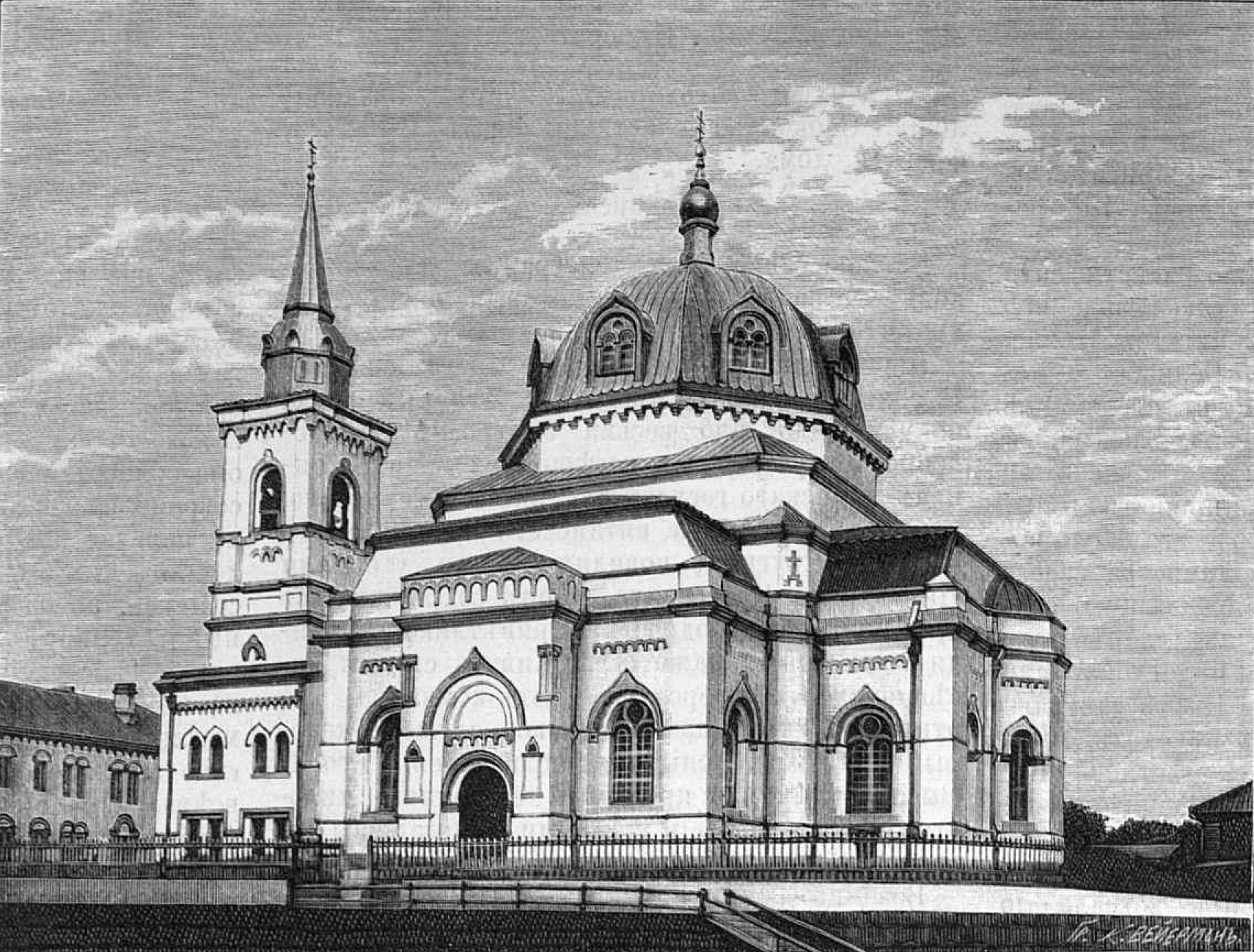
Собор у 1891 році

Собор було збудовано 8 березня 1891 року, в поєднанні візантійського стилю і класицизму. Одним з проектувальників собору був архітектор Михайло Щурупов, усі роботи виконували японські майстри. Місце для собору обрав архієпископ Миколай (Касаткін), засновник Японської православної церкви. Кошти на зведення собору були зібрані в Росії.
Собор зазнав сильних пошкоджень під час Великого кантоського землетрусу у вересні 1923 року. Впала дзвіниця та обрушилася центральна частина собору. Його відбудова була проведена наступником архієпископа Миколая, архієпископом Сергієм (Тихомировим), кошти на ремонт збиралися в Японії. Для збору коштів проводилися численні концерти хорової капели собору, під керівництвом регента Віктора Покровського. До 15 грудня 1929 року собор відремонтували. Була укорочена дзвіниця, набула змін форма куполу, зменшена кількість прикрас інтер'єру.
У 1983 році Воскресенський собор був занесений до списку цінних культурних надбань Японії.
Храм і є відкритим для прихожан. Окрім годин проведення богослужіння, також можливо відвідування собору у складі екскурсії. 

## Галерея

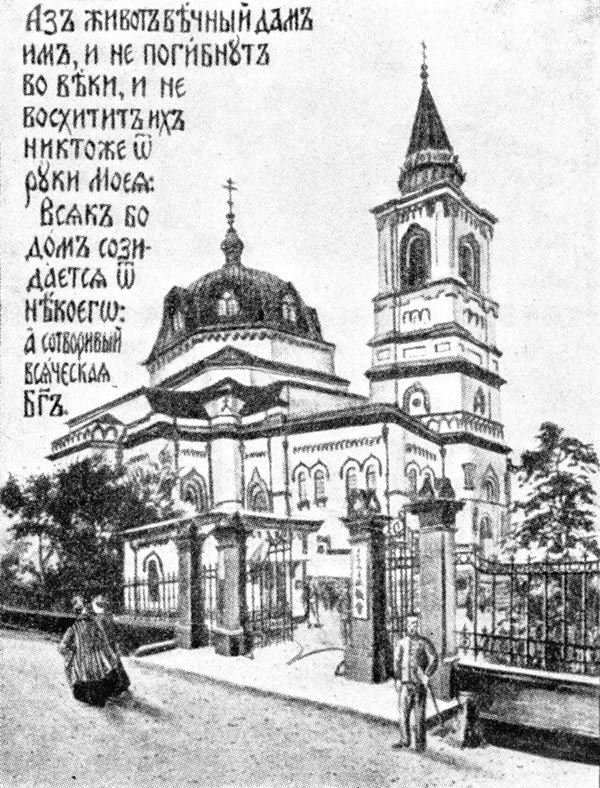
Собор до землетрусу 1923 року.
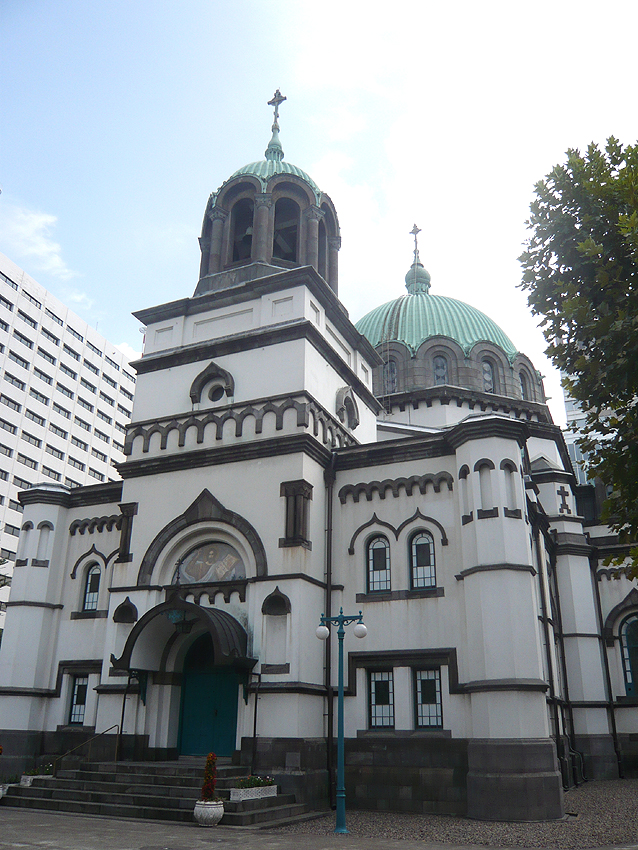
Головний фасад Воскресенського собору.
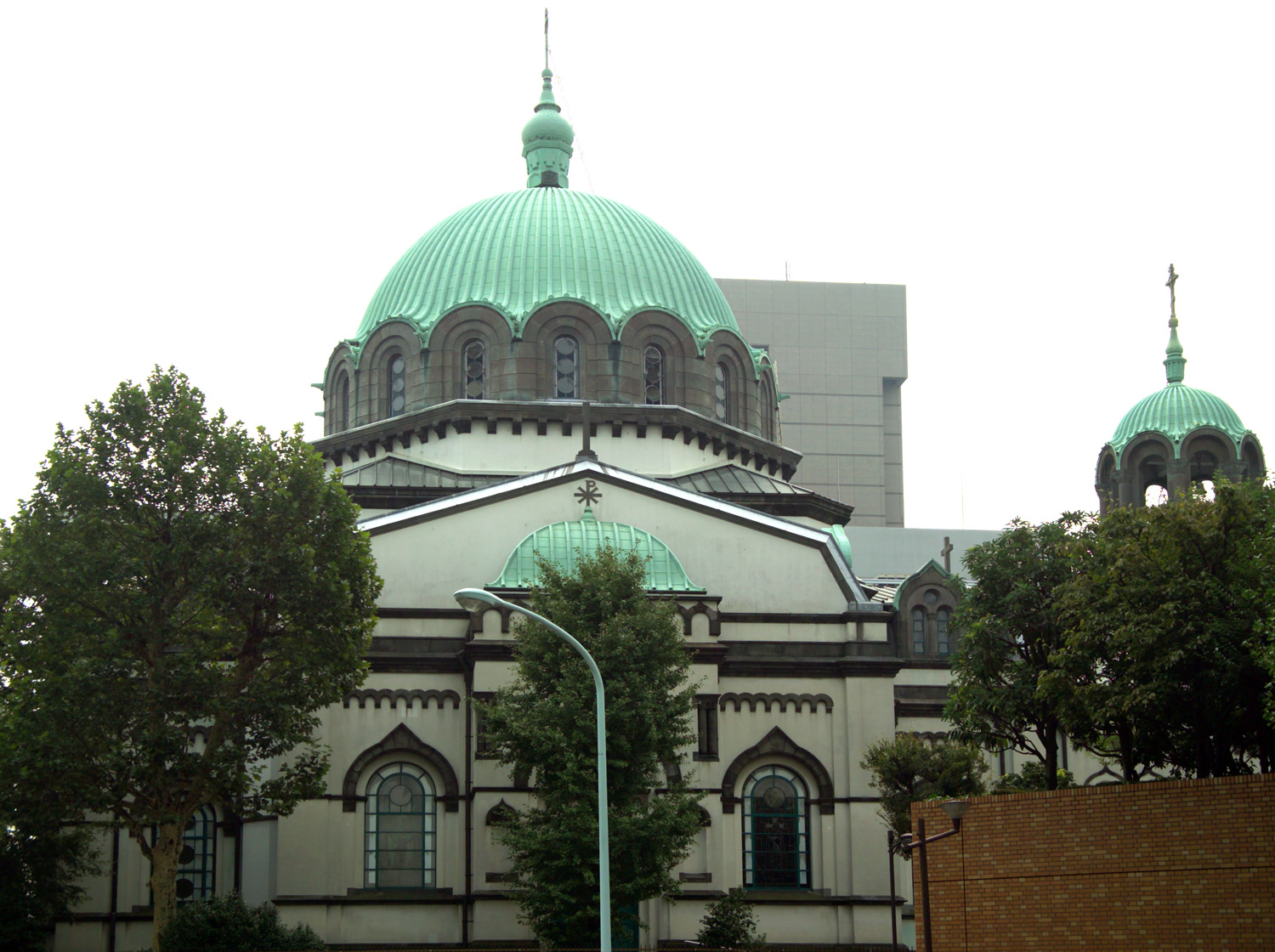
Купол собору у візантійському стилі.
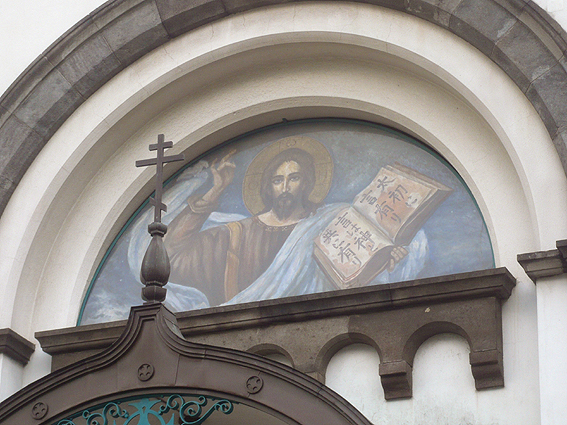
Зображення Ісуса Христа перед головним входом собору.